# Waghäusel
Waghäusel en stad i Landkreis Karlsruhe i regionen Mittlerer Oberrhein i Regierungsbezirk Karlsruhe i förbundslandet Baden-Württemberg i Tyskland.

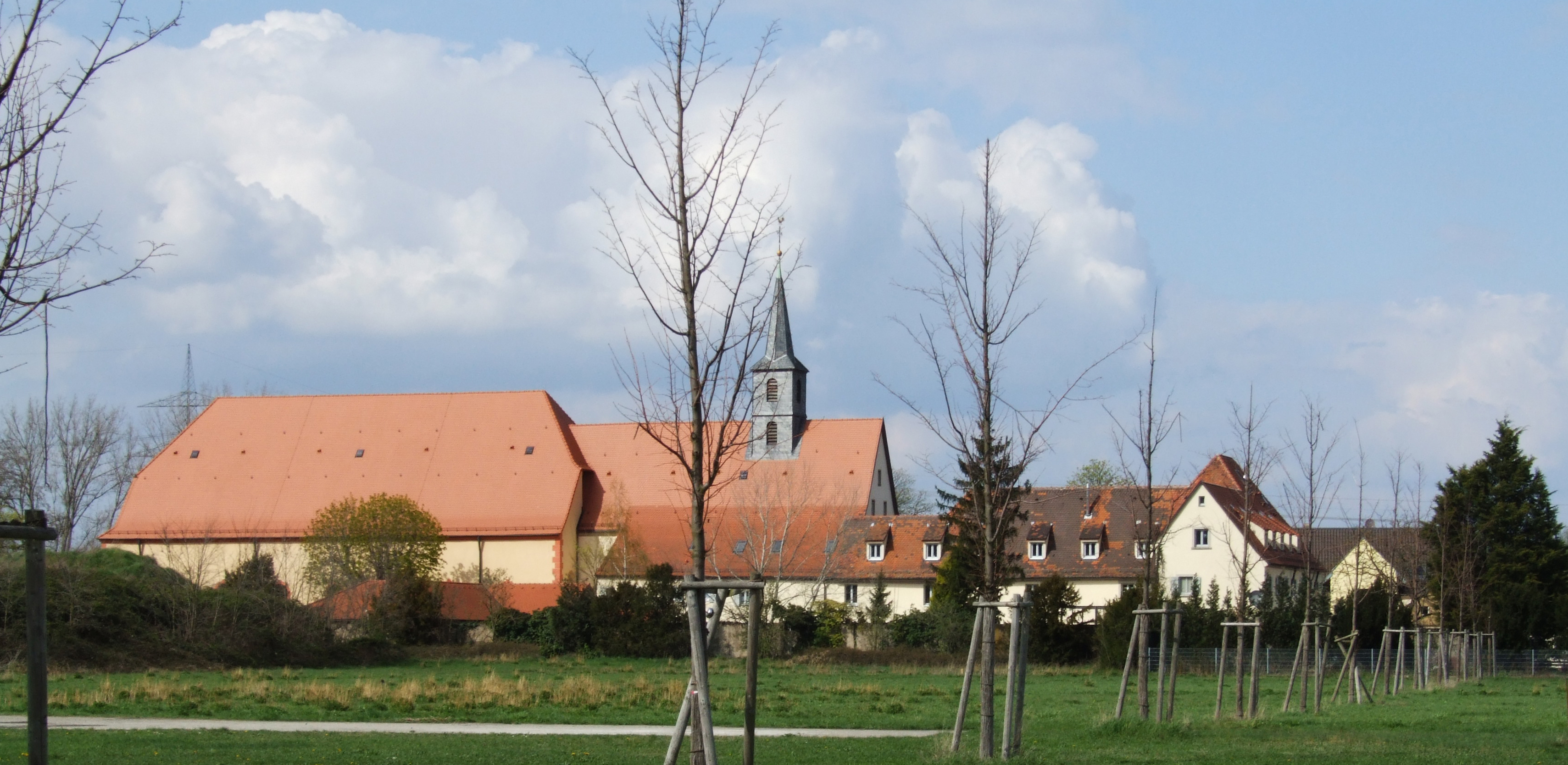
Waghäusel kloster, fotograferat från södra Eremitage, Waghäusel, Tyskland.